# Alejandro Cao de Benós de Les
Alejandro Cao de Benós de Les y Pérez (Tarragona, 24 de diciembre de 1974) es un político activista español, conocido por ser el primer representante occidental de Corea del Norte en las relaciones con Occidente, por lo que dispone de nacionalidad norcoreana.
Es el presidente de la Asociación de Amistad con Corea (KFA) y ha abogado permanentemente por la República Popular Democrática de Corea desde 1990.  Es Delegado especial del Comité de Relaciones Culturales en el Extranjero de la República Democrática Popular de Corea. En Corea del Norte utiliza el nombre de 조선일 Cho Sŏn-il (‘Corea es una’). Tiene fijada su residencia en España, donde desempeña funciones de representación para Corea del Norte.

## Orígenes familiares
Procedente de una familia de la nobleza, desciende por vía paterna de los barones de Les, marqueses de Rosalmonte y condes de Argelejo, aristócratas con reconocimiento de grandes de España, vinculados durante siglos al Ejército y la Armada de España y de ideas carlistas y de extrema derecha, Cao de Benós de Les sirvió en la policía del Ejército del Aire como soldado profesional. Aunque su abuelo nació rico, perdió su herencia y acabó trabajando de guarda para Repsol Butano.

## Trayectoria

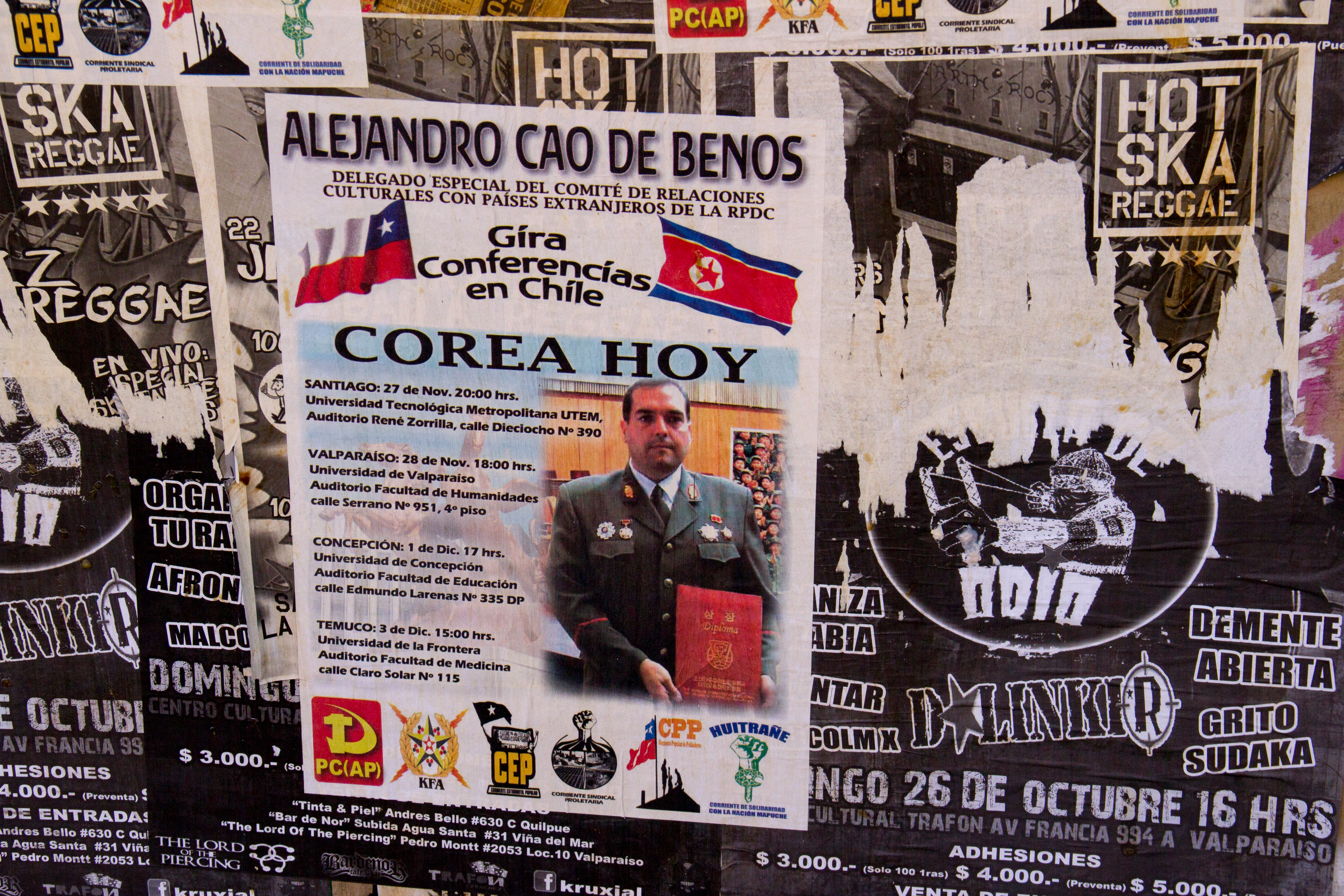
Afiche de conferencia dada por Alejandro en Chile

Cao de Benós de Les comenzó su militancia política con apenas 15 años, llegando a ser secretario de Organización de los Colectivos de Jóvenes Comunistas (organización juvenil del Partido Comunista de los Pueblos de España) en Granada a principios de la década de 1990. En 1993, durante su estancia en la localidad granadina de La Zubia, registró la asociación de amistad con Corea del Norte "9 de Septiembre" como organización cultural. Bajo esta organización, Cao de Benós de Les realizó conferencias y una exposición.
En 2000, al dejar Granada, reconvirtió dicha asociación en la actual Asociación de Amistad con Corea (KFA, por sus siglas en inglés), que cuenta con miembros en más de 120 países, y creó las primeras páginas web oficiales de Corea del Norte. Durante su juventud se interesó por la ufología y la parapsicología y afirma haber tenido dos avistamientos de OVNIs, definidos como «encuentros en quinta fase», cuando tenía 16 años. Como representante del Gobierno norcoreano ha organizado numerosos viajes de delegaciones extranjeras, incluyendo intercambios culturales y viajes de negocios. Además, ha escrito varios artículos sobre la situación política del país, todo con el fin de exponer la posición de Corea del Norte de cara al exterior. Afirma que sus objetivos son lograr una mayor comprensión del país asiático en el exterior y alcanzar la reunificación de Corea.[cita requerida] Además, es miembro honorario del Partido de los Trabajadores de Corea, miembro honorario del Ejército Popular de Corea y periodista honorario de Corea del Norte. Asimismo, ha asumido funciones de representación comercial del Gobierno norcoreano, a través del Centro Internacional de Negocios de Corea. Desde principios de 2016 es responsable también de la primera delegación cultural norcoreana, ubicada en un local de Tarragona.
El 14 de junio de 2016 fue detenido por la Guardia Civil en Tarragona, en el marco de un operativo contra el tráfico de armas en el que estaría supuestamente implicado, por la compra ilegal de tres pistolas detonadoras para su defensa personal.
En 2020, se estrenó el documental "El infiltrado", dirigido por el director y documentalista danés Mads Brügger. A través de grabaciones con cámara oculta, de las que fue informado posteriormente, se da a conocer el papel de Cao de Benós de Les en un supuesto entramado internacional de tráfico de armas y de drogas por parte de Corea del Norte.
El FBI emitió en mayo de 2022 una orden de búsqueda y captura contra Cao de Benós de Les al considerar la justicia de los Estados Unidos que había ayudado al régimen norcoreano a evadir sanciones económicas mediante criptomonedas. Junto Christopher Emms, ciudadano británico, habría facilitado al programador estadounidense Virgil Griffith viajar a Corea del Norte para impartir una conferencia sobre tecnología blockchain.
El FBI lo tiene en la lísta de los más buscados por conspiración para quebrantar la Ley de Facultades Económicas en Casos de Emergencias Internacionales (IEEPA)

## Reconocimientos y críticas
De acuerdo con la KFA, el Gobierno de Corea del Norte le ha distinguido en reiteradas ocasiones. Cao de Benós de Les ha recibido varios premios norcoreanos, que incluyen la Medalla de la Amistad (Orden de Amistad de segunda clase), otorgada por la Suprema Asamblea del Pueblo de la RPDC, diplomas otorgados por el Comité Central de Radio y Televisión de Corea y también por el Comité para las Relaciones Culturales con los Países Extranjeros. Igualmente, Kim Jong-il le entregó un regalo personal. La principal crítica que se le hace a Cao de Benós de Les es que, lejos de ser la persona cercana al régimen que dice ser, sus relaciones no pasarían de contactos con funcionarios de segunda línea, como demostró en sus erróneas predicciones sobre la sucesión en Kim Jong-un.
Se le ha acusado ser una persona muy peligrosa implicada en actividades criminales internacionales. Se le ha criticado por ser un defensor del gobierno de Corea del Norte cuando es considerado un régimen totalitario por el mundo occidental.  Ha afirmado que no existen campos de concentración en Corea del Norte, sino "centros de corrección moral e ideológica", y afirmó haber sido responsable de la detención de algunas personas en ellos. Cao de Benós de Les ha recibido críticas generalizadas de la prensa occidental por, entre otras cosas, vetar a los reporteros de otros países. Entre dichas críticas figuran, por ejemplo, las acusaciones de amenaza e intimidación a periodistas críticos con Corea del Norte. Cuando Andrew Morse de ABC News visitó el país en 2004 invitado por la Asociación de Amigos de Corea (KFA), fue acusado de usar un lenguaje sensacionalista para describir las granjas cooperativas de Kochang. También ha sido polémica su aparición en el programa de Antena 3, En tierra hostil, en el que dijo que era tal su animadversión hacia los Estados Unidos que estaría dispuesto a coger un rifle y enfrentarse personalmente a los soldados estadounidenses de la frontera.
Tras el estreno del documental "El infiltrado", Cao de Benós de Les negó todas las acusaciones vertidas sobre su figura en una supuesta trama internacional de tráfico de armas y de drogas en la que estaría involucrada Corea del Norte. El director del documental, Mads Brügger, asegura que se le ofreció el completo derecho a réplica y considera que Cao de Benós de Les se trata de una persona "muy peligrosa", a pesar de la imagen "bufonesca" obtenida tras años de apariciones en los medios.